# Copenhagen Masters 2013
Das Copenhagen Masters 2013 im Badminton war die 21. Auflage dieser Turnierserie. Es fand vom 27. bis zum 28. Dezember 2013 in Kopenhagen statt.

## Sieger und Platzierte
| Disziplin    | Gold                                        | Silber                                   | Bronze                                  |
| ------------ | ------------------------------------------- | ---------------------------------------- | --------------------------------------- |
| Herreneinzel | Viktor Axelsen                              | Lee Hyun-il                              | Boonsak Ponsana                         |
| Herreneinzel | Viktor Axelsen                              | Lee Hyun-il                              | Hans-Kristian Vittinghus                |
| Herrendoppel | Mathias Boe Carsten Mogensen                | Mads Conrad-Petersen Mads Pieler Kolding | Zakry Abdul Latif Fairuzizuan Tazari    |
| Herrendoppel | Mathias Boe Carsten Mogensen                | Mads Conrad-Petersen Mads Pieler Kolding | Vladimir Ivanov Markis Kido             |
| Mixed        | Joachim Fischer Nielsen Christinna Pedersen | Mads Pieler Kolding Kamilla Rytter Juhl  | Sudket Prapakamol Saralee Thungthongkam |
| Mixed        | Joachim Fischer Nielsen Christinna Pedersen | Mads Pieler Kolding Kamilla Rytter Juhl  | Markis Kido Pia Zebadiah                |